# Agia Ekaterini (Kritou Terra)

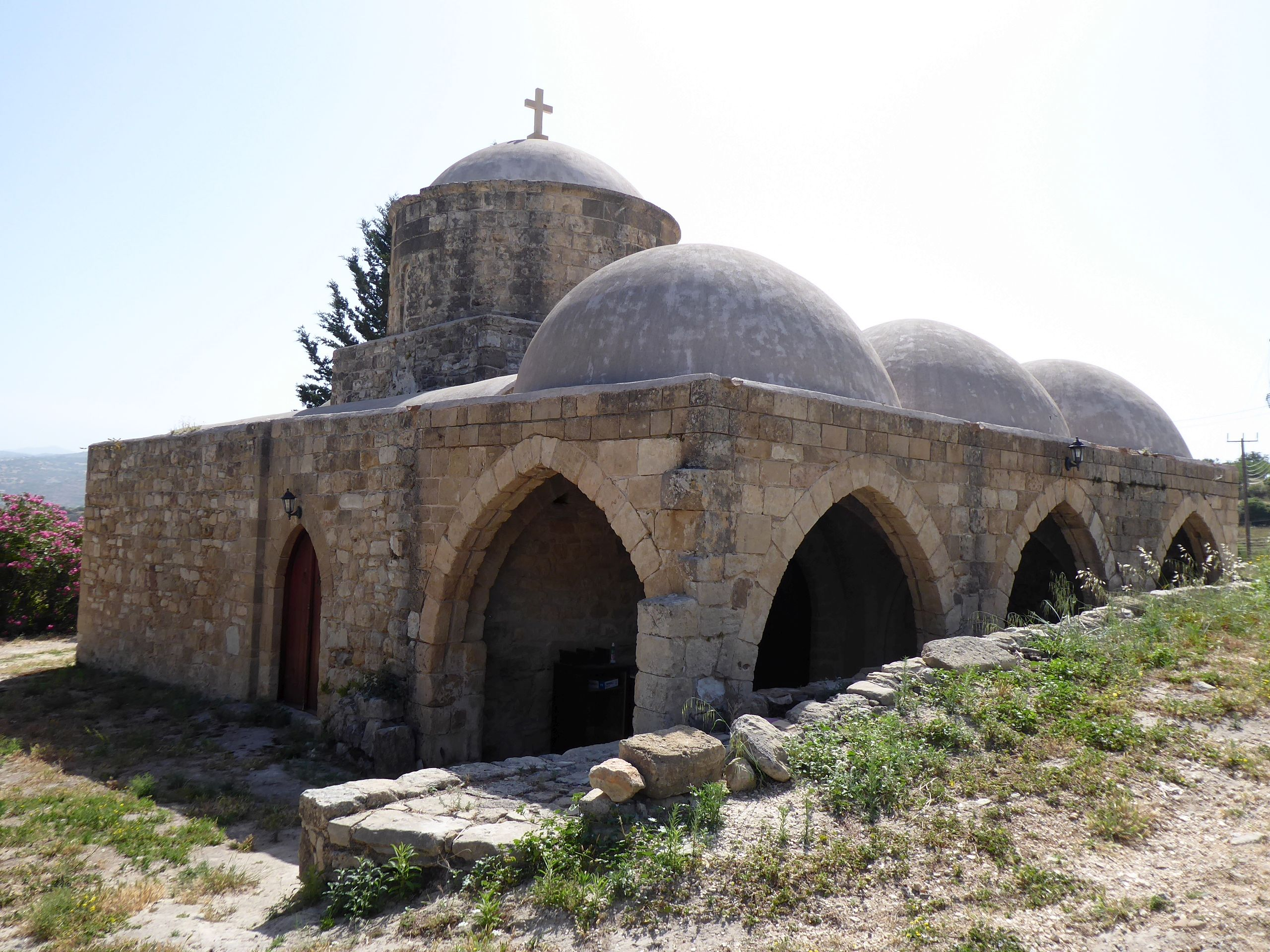
Die Agia Ekaterini

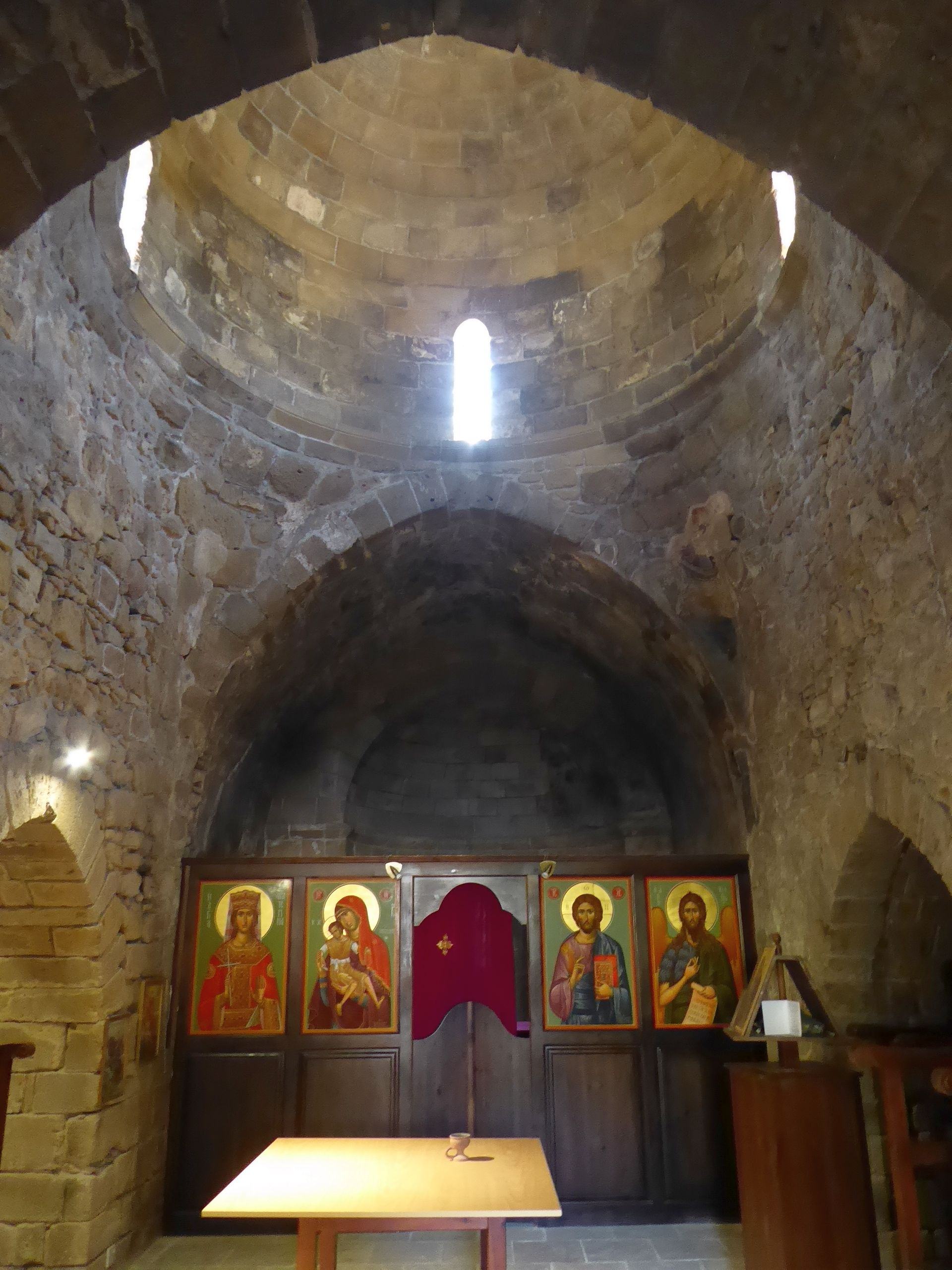
Inneres nach Osten

Die Agia Ekaterini (St. Katharina) ist eine frühere orthodoxe Klosterkirche nahe dem Dorf Kritou Tera (Bezirk Paphos) auf Zypern. Das Kirchengebäude befindet sich im Besitz des Katharinenklosters auf dem Sinai und gehört nicht zur zyprisch-orthodoxen Kirche. Somit untersteht die Agia Ekaterini dem Patriarchat von Jerusalem.

## Beschreibung
Die Agia Ekaterini wurde im 15. Jahrhundert für eine Metochi des Katharinenklosters errichtet und zeigt die für Zypern typische Vermischung byzantinischer Baukunst mit Einflüssen fränkischer gotischer Architektur unter der Kreuzfahrerherrschaft des Hauses Lusignan auf Zypern.
Die Agia Ekaterini stellt eine dreischiffige Kirche mit breitem Mittelschiff und schmalen Seitenschiffen dar. Alle Schiffe zeigen die gleiche Länge und schließen im Osten mit Halbkreisapsiden. Über dem Mittelschiff erhebt sich eine Kuppel. Das Langhaus wird von einer Spitzbogentonne überwölbt, auch die Arkaden öffnen sich zu den Seitenschiffen in gotischen Spitzbögen. Architektonisch ungewöhnlich ist der Narthex von drei Jochen, die jeweils von einer Kuppel überwölbt werden. Auch die Narthexjoche öffnen sich in gotischen Spitzbogenarkaden.
Im Inneren und im Narthex haben sich nur geringe Reste einer einst reichen Ausmalung erhalten. Bereits vor dem Jahr 1900 war das Kloster nicht mehr von Mönchen bewohnt, allerdings entsandte das Katharinenkloster bis 1900 einmal im Jahr Mönche nach Zypern, um sich von den Bauern, die die reichen Ländereien des Klosters bewirtschafteten, die Pacht bezahlen zu lassen. Danach hat das Katharinenkloster die Ländereien verkauft und besitzt nur noch das Kirchengebäude. Während eines Erdbebens 1952 wurde die Agia Ekaterini schwer beschädigt, die Schäden wurden jedoch wieder behoben.